# アンモサウルス
アンモサウルス（Ammosaurus　"砂のトカゲ"の意味）はジュラ紀前期から中期にかけて、現在の北アメリカに生息した竜脚形類恐竜の属の一つである。体長は4 mで地上最大の動物（en）を含むこのグループの中では比較的小型である。二足歩行も四足歩行も可能で、おそらく雑食性の動物であったようだ。コネチカット州外で発見された化石についても、暫定的に全てアンモサウルスのものとされている。

## 命名
属名は古代ギリシャ語で「砂地」を意味する"ἄμμος"（ammos）と「トカゲ」を意味するσαυροσ（sauros）から派生していて、砂岩から発見された爬虫類であることにちなんでいる。現在有効な唯一の種であるAmmosaurus majorの種小名はmajorはラテン語で「より大きい」という意味で、これは最初アンキサウルスの第二の種Anchisaurus majorと考えられており、Anchisaurus polyzelusより大きいことにより命名されたものである。この種小名は1889年、著名なアメリカの古生物学者であるオスニエル・チャールズ・マーシュにより命名された。1891年、 マーシュはこの種に対して新たな属名アンモサウルスを創設した。1892年、マーシュはアンキサウルスの別の種を命名した。このAnchisaurus solusはAmmosaurus majorの発掘地で見つかった幼体の標本YPM 209に基づいていた。1932年、フリードリヒ・フォン・ヒューネはこの種をAmmosaurus solusに改名し、現在ではAmmosaurus majorのシノニムと考えられている。

### アンキサウルスのシノニムの可能性
今日までのところアンモサウルスと他の恐竜の類縁関係は非常に不安定である。竜脚形亜目の初期の属であり、アンキサウルスに最も近縁であるが、同属である可能性もある。アンキサウルスは基底的原竜脚類とする研究者がいれば、基底的竜脚類とする研究者も原竜脚類よりは派生的であるが竜脚形類の外群であるとする研究者もいる。
マーシュはAnchisaurus majorとしてAmmosaurus majorを原記載したのち、2年後にはこの種を独自の属へと移したしかし、最近の研究では アンモサウルスとアンキサウルスは結局のところ同じ動物であることが示唆されている (Sereno, 1999)。また別の研究者は骨盤と後肢に解剖学的な差異があり2属は別のものとして維持され、両者は姉妹群であるとしている。

## 発見
アンモサウルスの最初の化石はアメリカ、コネチカット州にあるニューアーク層群（en ）ポートランド累層（en）で発見された。この累層ではジュラ紀前期プリンスバック期からトアルス期（1億9000万年前から1億7600万年前）の厳しい乾季と雨季からなる乾燥地帯の環境が保存されている。最初の標本はコネチカット州のサウスマンチェスターブリッジの建設に使われた砂岩の採石場で発掘された。実際ホロタイプ標本YPM 208は1884年10月20日に採掘作業員によって発見されたものである。不運にも、この標本は体の後部のもののみであり、前半部分を含むブロックはマーシュが入手する前に橋の建設に使用されてしまっていた。1969年8月、橋が解体され後にYPM 6282として収蔵されるアンモサウルスの化石がジョン・オストロム率いるチームによって回収された。この他に異なる年代の3つの不完全な骨格がコネチカットで発見されているが、頭骨の発見例はない。アンモサウルスは北アメリカのバジョース期の堆積物からも発見されており、ジュラ紀中期まで生き延びた"原竜脚類"の一つである

### コネチカット以外で発見されたアンモサウルス
アンモサウルスの化石は北米の他の地域からも発見されているが、おそらくA. majorのものではなく、別の属ものである可能性もある。
アリゾナ州のナバホ砂岩（en）はポートランド累層と同じ年代のものであり、アンモサウルスのものとされる化石が産出しているしかし、実際のところ他では南アフリカでのみで発見されているマッソスポンディルス属のものである可能性が高い。
カナダ東部ノバスコシア州にあるマッコイブルック累層（en）のジュラ紀前期エッタンジュ期（2億年前から1億9700万年前）の地層から原竜脚類の化石が発見されている。この化石からは食生活に関する情報が得られている。腸内の植物を磨り潰すために飲み込まれた石である、胃石が多数腹部から発見されている。また小型のムカシトカゲ類クレヴォサウルス（Clevosaurusの頭骨も見つかっている。これらの内容物からこれら原竜脚類は雑食性で主に植物を食べているが、補助的にときどき肉を食べていたことが示唆される。しかし、これらの化石は仮にアンモサウルスのものであるとしても十分に記載、説明がなされていない。後の研究ではこれらは新たな竜脚形類の分類群フェンドゥサウルス（Fendusaurus）と識別されている。

## 註
1. 1 2  Marsh, O.C. (1889).
2. 1 2  Marsh, O.C. (1891).
3. 1 2  Galton, P.M. (1971).
4. 1 2 3  Galton, P.M., Upchurch, P. (2004).
5. ↑  Yates, A.M., Kitching, J.W. (2003).
6. 1 2  Yates, A.M. (2004).
7. ↑  
Yates, Adam M. (in press). “A revision of the problematic sauropodomorph dinosaurs from Manchester, Connecticut and the status of Anchisaurus Marsh”. Palaeontology 53 (4):  739–752. doi:10.1111/j.1475-4983.2010.00952.x.
8. ↑  Weishampel, D.B. & Young, L.O. (1996).
9. ↑  Weishampel, D.B. et al.. (2004).
10. 1 2  Fedak, T.J. (2007).
11. ↑  Shubin, N.H. et al. (1994).

## 参照
- Fedak, T. J. (2007). Description and evolutionary significance of the sauropodomorph dinosaurs from the early Jurassic (Hettangian) McCoy Brook Formation. Ph.D. dissertation. Halifax, Nova Scotia: Dalhousie University.
- Galton, P.M. (1971). "The prosauropod dinosaur Ammosaurus, the crocodile Postosuchus, and their bearing on the age of the Navajo Sandstone of Northeastern Arizona". Journal of Palaeontology 45: pp. 781–795.
- Galton, P.M.; P. Upchurch (2004). “Prosauropoda”. In Weishampel, D.B., Dodson, P, & Osmolska, H.. The Dinosauria (2nd ed.). Berkeley: University of California Press. pp. 232–258
- Marsh, O.C. (1889). “Notice of new American dinosaurs”. American Journal of Science 3 (37):  331–336.
- Marsh, O.C. (1891). “Notice of new vertebrate fossils”. American Journal of Science 3 (42):  265–269.
- Shubin, N.H.; P.E. Olson and H.-D. Sues (1994). “Early Jurassic small tetrapods from the McCoy Brook Formation of Nova Scotia, Canada”. In Fraser, N.C. & Sues, H.-D.. In the Shadow of Dinosaurs: Early Mesozoic Tetrapods. Cambridge: Cambridge University Press. pp. 244–250
- Weishampel, D.B. & Young, L.O. (1996). Dinosaurs of the East Coast. Baltimore: Johns Hopkins University Press. 275 pp.
- Weishampel, D.B., Dodson, P., Osmólska, H. (eds.) (2004). The Dinosauria, Second Edition. University of California Press., 861 pp.
- Yates, A. M.; Kitching, J. W. (2003). “The Earliest Known Sauropod Dinosaur and the First Steps towards Sauropod Locomotion”. Proceedings: Biological Sciences 270 (1525):  1753–1758. doi:10.1098/rspb.2003.2417. JSTOR 3592241. PMC 1691423. PMID 12965005.
- Yates, A. M. (2004). Anchisaurus polyzelus (Hitchcock): the smallest known sauropod dinosaur and the evolution of gigantism among sauropodomorph dinosaurs. Postilla 230: 1-58. OCLC 492650896